# ریچارد اوکالاهان
ریچارد اوکالاهان (انگلیسی: Richard O'Callaghan؛ زادهٔ ۷ مارس ۱۹۴۰) بازیگر اهل انگلستان است.
از فیلم‌ها یا برنامه‌های تلویزیونی که وی در آن نقش داشته‌است می‌توان به گالیلئو، آدمکشان میدسامر، تلفات و آخرین اعتراف اشاره کرد.